# To Speak of Wolves
To Speak of Wolves — американская металкор-группа из Гринсборо, Северная Каролина, США. Состоит из пяти участников. Дебютный EP группы под названием Following Voices вышел 13 января 2009.

## Состав группы
- Gage Speas — вокал
- Will McCuthcheon — бас-гитара
- Corey Doran — гитара
- Aaron Kisling — гитара
- Phil Chamberlain — ударные

### Бывшие участники
- Rick Jacobs — вокал (2009—2011)
- Will McCutcheon — бас-гитара, бэк-вокал (2009—2012)

## Дискография
| Год  | Альбом                     | Лейбл               |
| ---- | -------------------------- | ------------------- |
| 2009 | Following Voices           | Tragic Hero         |
| 2010 | Myself < Letting Go        | Solid State Records |
| 2012 | Find Your Worth, Come Home | Solid State Records |
| 2017 | Dead in the Shadow         | Solid State Records |